# Malicorne (Allier)
Malicorne é uma comuna francesa na região administrativa de Auvérnia-Ródano-Alpes, no departamento Allier. Estende-se por uma área de 11,91 km². Em 2010 a comuna tinha 798 habitantes (densidade: 67 hab./km²).